# Angelyne (mini-série)
Angelyne est une mini-série américaine créée par Nancy Oliver et diffusée le 19 mai 2022 sur le service de streaming Peacock.

## Synopsis
La série raconte l'accès à la célébrité d'Angelyne qui au cours des années 1980 est apparue sur différents panneaux publicitaires mettant en vedette son image à Los Angeles. 

## Fiche technique
- Création : Nancy Oliver
- Scénario :
- Réalisation :
- Musique :
- Musique du générique :
- Photographie :
- Son :
- Décors :
- Costumes :
- Montage :
- Coproduction :
- Production exécutive :
- Société de production :

## Distribution

### Principaux
- Emmy Rossum (VF : Diane Dassigny) : Angelyne
- Hamish Linklater (VF : Yann Guillemot) : Rick Krause, président du fan club d'Angelyne.
- Philip Ettinger (en) (VF : Pascal Nowak) : Cory Hunt, guitariste du groupe Baby Blue.
- Charlie Rowe (VF : Benjamin Gasquet) : Freddy Messina, claviériste du groupe Baby Blue.
- Alex Karpovsky (VF : Emmanuel Curtil) : Jeff Glaser, journaliste de The Hollywood Reporter.
- Martin Freeman (VF : Julien Sibre) : Harold Wallach, magnat de l'imprimerie qui s'occupe de la campagne d'affichage d'Angelyne.
- Molly Ephraim (VF : Karine Foviau) : Wendy Wallach, fille de Harold.
- Lukas Gage (VF : Maxime Baudouin) : Max Allen, réalisateur de film travaillant sur un documentaire sur Angelyne.
- Michael Angarano (VF : Franck Lorrain) : Danny, ex-mari d'Angelyne.

### Secondaires
- Antjuan Tobias (VF : Diouc Koma) : Bud Griffin
- Rosanny Zayas : l'assistante de Glaser
- Kerry Norton (VF : Hélène Bizot) : Edie Wallach, épouse de Harold.
- Tonatiuh (VF : Eilias Changuel) : Andre Casiano, assistant d'Angelyne.
- Toby Huss (VF : Christian Gonon) : Hugh Hefner
- Darryl Stephens : Pete
- David Krumholtz (VF : Jérémie Covillault) : l'avocat de Max Allen
- Ian Fisher : Eli Goldman, le père d'Angelyne.
- Hani Furstenberg (en) : Bronis Goldberg, la mère d'Angelyne.

 Source et légende : version française (VF) sur RS Doublage et cartons du doublage français.

## Production
La série se base notamment sur un article du journaliste de The Hollywood Reporter Gary Baum publié en 2017.
Courant 2020, le tournage se voit interrompu à cause de la pandémie de Covid-19.
En Février 2020, il est annoncé qu'Angelyne joignait la série en tant que productrice exécutive.
En avril 2020, une premier bande-annonce est diffusée.
La série est diffusée en intégralité le 19 mai 2022.

## Épisodes
1. Dream Machine
2. Gods and Fairies
3. Glow in the Dark Queen of the Universe
4. The Tease
5. Pink Clouds